# Гупалы
Гупалы (укр. Гупали) — село в Головненской поселковой общине Ковельского района Волынской области Украины.
До 2020 года входило в Любомльский район.
Код КОАТУУ — 0723382202. Население по переписи 2001 года составляет 420 человек. Почтовый индекс — 44313. Телефонный код — 3377. Занимает площадь 2,56 км².